# Daniel Reiche
Daniel Reiche (Braunschweig, Baixa Saxònia, 14 de març de 1988) és un futbolista alemany que actualment juga de porter al primer equip del MSV Duisburg.